# Liste jüdischer Friedhöfe in Serbien
Die Liste jüdischer Friedhöfe in Serbien gibt einen Überblick zu jüdischen Friedhöfen (Јеврејско гробље) in Serbien. Die Sortierung erfolgt alphabetisch nach den Ortsnamen.

## Liste der Friedhöfe
| Bezeichnung                  | Bild           | Ort                      |
| ---------------------------- | -------------- | ------------------------ |
| Jüdischer Friedhof (Belgrad) |                | Palilula, Belgrad (Lage) |
| Jüdischer Friedhof Šabac     | weitere Bilder | Šabac (Lage)             |
| Jüdischer Friedhof Sombor    | weitere Bilder | Sombor                   |
| Jüdischer Friedhof Zemun     | weitere Bilder | Zemun, Belgrad           |